# Uden filter
Uden filter er det andet livealbum fra det danske rockband Malurt, der blev udgivet i 1992 af Genlyd / BMG Ariola. Det blev indspillet live foran et publikum den 15. september 1992 i Easy Sound studiet i København i det tidligere Triangel Teatret. Optagelserne var en del af DRs "unplugged"-programserie Uden filter, hvor et uddrag af koncerten havde tv-premiere den 20. oktober 1992. Albummet udkom i et begrænset oplag på 10.000 nummererede eksemplarer. Det er produceret af Gnags-trommeslageren Jens G. Nielsen og indeholder en duet med Søs Fenger på sangen "Den eneste i verden". Udover ældre og nyere Malurt-materiale består albummet også af sange fra forsanger Michael Falchs soloalbums.

## Spor
Alt tekst skrevet af Michael Ehlert Falch, alt musik komponeret af Malurt, undtagen hvor noteret.
| 1.    | "Gi dig selv fri"        | Falch | 3:45 |
| 2.    | "Superlove"              |       | 2:54 |
| 3.    | "Spøgelser"              | Falch | 3:42 |
| 4.    | "De vildeste fugle"      | Falch | 4:25 |
| 5.    | "Indrømmer blankt"       |       | 4:20 |
| 6.    | "Den eneste i verden"    | Falch | 4:10 |
| 7.    | "Lev stærkt"             |       | 3:28 |
| 8.    | "Gammel kærlighed"       | Falch | 3:48 |
| 9.    | "Mød mig i mørket"       |       | 3:50 |
| 10.   | "Os to nu"               |       | 4:55 |
| 11.   | "Når nu det blir sommer" |       | 3:20 |
| 12.   | "Før vi går hjem"        |       | 4:02 |
| 46:39 |                          |       |      |

## Medvirkende
Malurt
- Michael Ehlert Falch – vokal, akustisk guitar, arrangement
- Peter Viskinde – akustisk guitar, kor, arrangement
- Pete Repete – tangenter, kor, arrangement
- Dia Nielsen – akustisk bas, kor, arrangement
- Peter Mors – slagtøj, arrangement

Øvrige medvirkende
- Søs Fenger – vokal (spor 6)
- Pernille Dan – kor, korarrangement
- Merete Westh – kor, korarrangement
- Trille Olsen – kor, korarrangement

Produktion
- Jens G. Nielsen – producer
- Henrik Lund – lydtekniker
- Martin Karaoglan – lydtekniker
- John Rock – lydtekniker
- Johannes Stærk – minimal-monitor
- Thomas D. Fog – koordination
- Jesper Bay – executive producer
- Peter Mors – foto